# (4660) Nereo
(4660) Nereo es un asteroide perteneciente a los asteroides Apolo descubierto el 28 de febrero de 1982 por Eleanor Francis Helin desde el observatorio del Monte Palomar, Estados Unidos.

## Designación y nombre
Nereo se designó al principio como 1982 DB.
Posteriormente, en 1991, recibió su nombre del de Nereo, un personaje de la mitología griega.

## Características orbitales
Nereo está situado a una distancia media de 1,489 ua del Sol, pudiendo alejarse hasta 2,025 ua y acercarse hasta 0,9526 ua. Tiene una excentricidad de 0,3601 y una inclinación orbital de 1,432 grados. Emplea en completar una órbita alrededor del Sol 663,4 días.
Nereo es un asteroide cercano a la Tierra que forma parte del grupo de los asteroides potencialmente peligrosos.

## Características físicas
La magnitud absoluta de Nereo es 18,2. Tiene un diámetro de 0,33 km y emplea 15,1 horas en completar una vuelta sobre su eje. Su albedo se estima en 0,55. Nereo está asignado al tipo espectral Xe de la clasificación SMASSII.